# Pectinivalva warburtonensis
Pectinivalva warburtonensis là một loài bướm đêm thuộc họ Nepticulidae. Nó được tìm thấy ở the Warburton Ranges in Tây Úc.
Sải cánh dài khoảng 5.5 mm đối với con đực và females.
The host plant is unknown, but probably a Myrtaceae species. Chúng có thể ăn lá nơi chúng làm tổ.